# Rheotanytarsus abonae
Rheotanytarsus abonae är en tvåvingeart som beskrevs av Kyerematen och Ole Anton Saether 2000. Rheotanytarsus abonae ingår i släktet Rheotanytarsus och familjen fjädermyggor.
Artens utbredningsområde är Tanzania. Inga underarter finns listade i Catalogue of Life.